# Cheng Shuang
Cheng Shuang (Jilin, 11 februari 1987) is een Chinese freestyleskiester. Ze vertegenwoordigde haar vaderland op de Olympische Winterspelen 2010 (Vancouver) en op de Olympische Winterspelen 2014 (Sotsji).

## Carrière
Bij haar wereldbekerdebuut, in september 2003 in Mount Buller, eindigde Cheng direct in de top tien. Op 16 januari 2005 stond ze in Lake Placid voor de eerste maal in haar carrière op het podium van een wereldbekerwedstrijd, vijf dagen later boekte ze in Fernie haar eerste wereldbekerzege. In het seizoen 2010/2011 won de Chinese de wereldbeker op het onderdeel aerials.
Cheng nam driemaal deel aan de wereldkampioenschappen freestyleskiën, op de wereldkampioenschappen freestyleskiën 2011 in Deer Valley veroverde de Chinese de wereldtitel op het onderdeel aerials.
Tijdens de Olympische Winterspelen van 2010 in Vancouver eindigde Cheng als zevende op het onderdeel aerials. Vier jaar later, tijdens de Olympische Winterspelen 2014 in Sotsji, werd ze vijfde.

## Resultaten

### Olympische Spelen
| Jaar | Plaats    | Resultaten |
| ---- | --------- | ---------- |
| 2010 | Vancouver | 7e Aerials |
| 2014 | Sotsji    | 5e Aerials |

### Wereldkampioenschappen
| Jaar | Plaats      | Resultaten  |
| ---- | ----------- | ----------- |
| 2005 | Ruka        | 24e Aerials |
| 2009 | Inawashiro  | 6e Aerials  |
| 2011 | Deer Valley | Aerials     |

### Wereldbeker
Eindklasseringen
| Seizoen   | Algm  | AE     |
| --------- | ----- | ------ |
| 2003/2004 | 54e   | 15e    |
| 2004/2005 | 32e   | 11e    |
| 2005/2006 | 37e   | 11e    |
| 2006/2007 | 14e   | 6e     |
| 2007/2008 | 29e   | 9e     |
| 2008/2009 | 11e   | Brons  |
| 2009/2010 | 14e   | 6e     |
| 2010/2011 | Brons | Goud   |
| 2011/2012 | 6e    | Zilver |
| 2013/2014 | 14e   | 5e     |

Wereldbekerzeges
| Datum            | Plaats      | Onderdeel |
| ---------------- | ----------- | --------- |
| 21 januari 2005  | Fernie      | Aerials   |
| 29 januari 2011  | Calgary     | Aerials   |
| 19 februari 2011 | Minsk       | Aerials   |
| 10 januari 2013  | Deer Valley | Aerials   |